# Щербаков, Пётр Иванович
Пётр Ива́нович Щербако́в (21 июля 1929 — 16 марта 1992) — советский и российский актёр театра и кино. Народный артист РСФСР (1980). Член КПСС с 1955 года.

## Биография
Пётр Щербаков родился в деревне Поздняково Калужской губернии, в рабочей семье двадцатипятитысячника. После Великой Отечественной войны семья Петра переехала в Москву. Отец работал на ЗИЛе, куда со временем пришёл и Пётр. Работал в конструкторском бюро штамповочно-механического цеха, а вечерами учился в автомеханическом техникуме. Получил диплом с отличием и без экзаменов перешёл во ВТУЗ. В свободное от учёбы и работы время занимался в театральном кружке заводского клуба, куда его убедили записаться старшие сёстры.
В театральный институт Пётр Щербаков попал совершенно случайно: во время прогулки, переступив порог ГИТИСа со словами: «Пускай ваши специалисты меня посмотрят. Если для театра не гожусь, так и скажите. Я не Катерина, в Волгу не брошусь». И ему в просьбе не отказали, посмотрели. Так как в тот год в ГИТИСе был набор только на режиссёрский факультет, Петра взяли сразу на второй курс института, который он окончил в 1955 году. При этом ему пришлось во время учёбы сдавать экзамены по предметам за первый курс.
Пётр Иванович служил в театре группы Советских войск в Германии (1953—1956), московском театре «Современник» (1958—1985), МХАТе (1985—1991).
Дебютировал в кино в 1956 году. Актёра прославил образ метростроевца Славки Уфимцева в ленте Юрия Егорова «Добровольцы» (1958). Кинороман по одноимённому роману в стихах Е. А. Долматовского превратился в романтическое повествование о комсомольцах 1930-х годов. Пётр Щербаков, Михаил Ульянов и Леонид Быков нашли в картине для своих героев подлинно человеческие краски, нужную степень характерности того поколения.
Много и успешно снимавшийся актёр, несмотря на то, что ему часто доставались интересные по материалу и большие по объёму роли, был всегда как бы на втором плане. Этому способствовали и особая манера игры — сдержанная, неброская — и своеобразный, очень сильный темперамент, который, однако, редко выплёскивался наружу — крупная внушительная фигура актёра словно светилась от скрытой силы и страсти. Актёра охотно приглашали известные режиссёры. Особенно запомнились зрителям его роли в фильмах «Золотые ворота» Ю. Солнцевой, «Битва в пути» и «Дни Турбиных» В. Басова, «Служебный роман» и «Гараж» Э. Рязанова, «И жизнь, и слёзы, и любовь» Н. Губенко, «Зимний вечер в Гаграх», «Мы из джаза» и «Город Зеро» К. Шахназарова, «Старый Новый год» Н. Ардашникова и О. Ефремова. И хотя путь его в искусстве последователен и органичен, материал для того, чтобы раскрылся его очень необычный талант, встречался Щербакову не часто. Между тем, по выражению его друга, Е. Евстигнеева, «это очень высокий памятник».
Скончался 16 марта 1992 года. Похоронен на Ваганьковском кладбище. Семейное захоронение на участке № 7.

## Семья
- 1-я жена — Светлана, балерина (жила в Одессе)[5]
- 2-я жена — Нина, инженер (умерла в октябре 1974, когда их сыну было 3 года).
  - сын — Андрей (род. 1971), поступил в студию МХАТ к Олегу Табакову. Но на втором курсе сорвался с места и уехал с друзьями-циркачами в Америку и довольно успешно работает на Бродвее.
- Фактическая жена (с мая 1975 года) — Галина Андреевна Лиштванова (р. 22.02.1943) (главный администратор Театра «Современник»)
  - дочь — Ольга (род. 09.08.1976), театровед.
    - внучка — Мария.
- 3-я жена (с 1977 года) — Валентина Ивановна Бекетова (Щербакова) (1926—2006), директор ресторана в Доме Дружбы народов.

## Звания
- Заслуженный артист РСФСР (23 января 1974).
- Народный артист РСФСР (4 июня 1980).

## Творчество

### Роли в театре
- 1960 — «Голый король» Евгения Шварца — Поэт
- 1961 — «Четвёртый» К. Симонова. Постановка О. Ефремова — второй пилот
- 1963 — «Без креста» Владимира Тендрякова — Киндя
- 1968 — «На дне» М. Горького — Бубнов
- 1981 — «Так победим!» Михаила Шатрова — Бутузов
- 1985 — «Серебряная свадьба» Александра Мишарина — Важнов Павел Романович

В 1976 году на Всесоюзном радио был создан радиоспектакль «Бронепоезд 14-69» Всеволода Иванова, поставленный Борисом Дубининым; роли в нём исполняли: Незеласов — Юрий Яковлев, Пеклеванов — Юрий Каюров, Вершинин — Пётр Щербаков, Васька-Окорок — Всеволод Шиловский, Знобов — Михаил Жигалов.

### Фильмография
1. 1956 — Пе-коптер! — Ион
2. 1957 — Они встретились в пути — Туманов Сергей Фёдорович
3. 1957 — Повесть о первой любви — Белкин
4. 1957 — Страницы былого
5. 1958 — Добровольцы — Уфимцев
6. 1958 — Юность наших отцов — партизан с факелом на болоте (нет в титрах)
7. 1961 — Битва в пути — Гринин
8. 1961 — Первый день мира — капитан Анатолий Нефёдов
9. 1962 — Мы вас любим (новелла «Находка») — милиционер Добряков
10. 1963 — Им покоряется небо — Пётр Сушков
11. 1964 — Застава Ильича — Черноусов
12. 1965 — Строится мост — Петухов
13. 1965 — Тридцать три — Виктор Викторович, писатель
14. 1966 — Иду искать — Павел Васильевич Баканов
15. 1967 — Весна на Одере — Сизокрылов
16. 1967 — Хроника пикирующего бомбардировщика — Михалыч, начальник штаба
17. 1969 — Золотые ворота — Гордей Труба
18. 1969 — Освобождение — генерал Телегин
19. 1969 — Штрихи к портрету В. И. Ленина — Артём
20. 1969 — Студент (телеспектакль)
21. 1970 — Денискины рассказы — милиционер
22. 1971 — Поезд в далёкий август — Илья Ильич Азаров
23. 1972 — Большая перемена — гость
24. 1972 — На дне (телеспектакль) — Бубнов
25. 1972 — Доктор Жуков, на выезд! (телеспектакль) — Костырев
26. 1972 — Школьный спектакль (телеспектакль) — директор
27. 1973 — Звёздный час (телеспектакль) — пожилой красногвардеец
28. 1974 — Лев Гурыч Синичкин — Пустославцев, содержатель театра
29. 1974 — Небо со мной — лётчик, гость
30. 1974 — Совесть — сотрудник ОБХСС
31. 1974 — Домби и сын (телеспектакль)
32. 1975 — Балалайкин и К° (телеспектакль) — Иван Тимофеевич
33. 1975 — Шагреневая кожа (телеспектакль) — Фино
34. 1976 — Обыкновенная Арктика — зимовщик Пётр Максимович Чистохвалов
35. 1976 — Вы Петьку не видели? — Юрий Сергеевич, председатель колхоза
36. 1976 — Просто Саша — Сапронов
37. 1976 — Вы мне писали…
38. 1976 — Дни Турбиных — Александр Брониславович Студзинский
39. 1976 — Опровержение — Кривцов
40. 1977 — Служебный роман — Пётр Иванович Бубликов, начальник отдела общественного питания
41. 1977 — Доходное место (телеспектакль) — Аким Акимыч Юсов
42. 1978 — Следствие ведут ЗнаТоКи. До третьего выстрела — Бондарь
43. 1978 — Двенадцатая ночь (телеспектакль) — сэр Тоби Белч
44. 1978 — Вечер воспоминаний (телеспектакль)
45. 1978 — Эцитоны Бурчелли (телеспектакль) — Растегай
46. 1978 — Красавец-мужчина — Наум Федотыч, дядя Зои
47. 1979 — Гараж — Пётр Петрович, муж Аникеевой
48. 1979 — Железные игры — Милютин
49. 1980 — Старый Новый год — Гоша, баянист
50. 1980 — Корпус генерала Шубникова — Поливанов
51. 1980 — Ключ — Роман Медведев
52. 1980 — Диалог с продолжением — Отец Алексея
53. 1980 — С любовью пополам (Болгария) — Шандыбин
54. 1980 — Альманах сатиры и юмора (телеспектакль)
55. 1982 — Время для размышлений — Николай Иванович
56. 1982 — Слёзы капали — профессор Склянский, психиатр
57. 1982 — Похождения графа Невзорова — Ртищев
58. 1983 — Мы из джаза — Иван Иванович Бавурин, саксофонист
59. 1983 — Безумный день инженера Баркасова — Абрамоткин
60. 1983 — И жизнь, и слёзы, и любовь — Федот Федотыч, директор
61. 1984 — Похищение — отец
62. 1984 — Наследство — Картузов
63. 1985 — Дети солнца — Назар Авдеевич
64. 1985 — Про кота… — канцлер
65. 1985 — Берега в тумане — Кутепов
66. 1985 — Зимний вечер в Гаграх — администратор
67. 1985 — Валентин и Валентина — декан
68. 1986 — Завещание
69. 1986 — Аэропорт со служебного входа — Тужин
70. 1987 — Разорванный круг — Константин Георгиевич
71. 1987 — Кресло (телеспектакль) — Ковалевский
72. 1987 — Сын — директор школы
73. 1988 — Без мундира — замминистра
74. 1988 — Запретная зона — Исай Ефимович
75. 1988 — Дорогое удовольствие — Василий Кузьмич, автослесарь
76. 1988 — Город Зеро — Иванов
77. 1989 — Любовь с привилегиями / Городские подробности — председатель Моссовета
78. 1989 — Из жизни Фёдора Кузькина — Мотяков Семён Иванович
79. 1989 — Я в полном порядке — Мирон
80. 1989 — Картина (телеспектакль)
81. 1989 — Наедине со всеми (фильм-спектакль) — отец Алёши
82. 1990 — Любовь немолодого человека — Василий Петрович
83. 1991 — Вербовщик — полковник военкомата
84. 1991 — Чёртов пьяница — директор
85. 1991 — Взбесившийся автобус — пилот самолёта
86. 1991 — Сыщик петербургской полиции — Путилин
87. 1992 — Маленький гигант большого секса — адвокат
88. 1992 — Одна на миллион — тренер
89. 1992 — Ход слоном
90. 1993 — Трагедия века — генерал Телегин

#### Киножурнал «Фитиль»
1. 1974 — Компостер (выпуск № 145) — официант
2. 1979 — Кривая честности (выпуск № 205) — начальник склада № 8
3. 1979 — Большие гонки (выпуск № 208) — тренер
4. 1980 — Ясновидящий (выпуск № 212) — начальник склада
5. 1980 — Бездельник поневоле (выпуск № 215) — начальник ремонтного цеха
6. 1980 — Оптический обман (выпуск № 220) — ответственный за сдачу дома
7. 1981 — Рекордное поголовье (выпуск № 228) — чиновник
8. 1981 — Плохо, но хорошо (выпуск № 230) — начальник
9. 1982 — Негабаритная благодарность (выпуск № 240) — человек с тортом
10. 1982 — Зверские штаты (выпуск № 241) — экономист
11. 1983 — Отцы и дети-83 (выпуск № 254) — отец
12. 1983 — Кому сидеть? (выпуск № 256) — проверяющий
13. 1984 — Временный парадокс (выпуск № 264) — служащий
14. 1984 — Под стук колёс (выпуск № 270) — начальник вокзала
15. 1985 — Заслонка (выпуск № 282) — начальник
16. 1986 — Капитальный ремонт (выпуск № 294) — чиновник
17. 1987 — Картинка с выставки (выпуск № 296) — начальник
18. 1987 — Рад стараться… (выпуск № 302) — начальник
19. 1987 — Кандидатский минимум (выпуск № 303) — председатель
20. 1990 — Очередная ошибка (выпуск № 340) — чиновник
21. 1990 — Не дай Бог (выпуск № 342) — муж Федя
22. 1991 — Слуга народа (выпуск № 353) — чиновник Иван

#### Озвучивание
1. 1990 — Несколько моих жизней — читает текст

##### Озвучивание мультфильмов
1. 1984 — Крем-брюле — Дикобраз
2. 1987 — Сова — Старик (в титрах как Н. Щербаков)
3. 1988 — Парк культуры — председатель
4. 1990 — Карманник — отец
5. 1990 — Тюк! — Тряпичник / Евдоким Осипович / Парашютист / 2-й гражданин
6. 1991 — Сказка — Поэт
7. 1991 — Синица, роща и огонь